# Karekin II Kazanjian
Karekin II Kazanjian (orm.: Գարեգին Բ Գազանճյան) (ur. 18 maja 1927, zm. 10 marca 1998) – w latach 1990–1998 83. ormiański Patriarcha Konstantynopola. Sakrę przyjął w 1966 roku jako biskup Australii. W latach 1981–1990 był Wielkim Zakrystianem Ormiańskiego Patriarchatu Jerozolimy.